# Caragana bungei
Caragana bungei är en ärtväxtart som beskrevs av Carl Friedrich von Ledebour. Caragana bungei ingår i släktet karaganer, och familjen ärtväxter. Inga underarter finns listade i Catalogue of Life.